# Armadillomon
Armadillomon (アルマジモン?, Armadimon) è un Digimon di livello intermedio del media franchise giapponese Digimon, che comprende anime, manga, giocattoli, videogiochi, carte collezionabili ed altri media.
"Armadillomon" è il nome che condividono tutti i membri di questa particolare specie Digimon. Ci sono numerosi Armadillomon diversi che appaiono in varie serie anime e manga di Digimon.
L'apparizione più conosciuta di Armadillomon è quella nell'anime Digimon Adventure 02 come Digimon partner di Cody Hida.
L'Armadillomon di Digimon Adventure 02 appare anche in tutti i film relativi alla serie.
È un Digimon mammifero, molto somigliante, come indica il nome stesso, ad un armadillo.
Armadillomon è doppiato in giapponese da Megumi Urawa e in italiano da Roberto Stocchi in Adventure 02 e da Francesco Meoni nel film.

## Aspetto e caratteristiche
Il nome "Armadillomon" deriva parzialmente dalla parola inglese o di origine latina e italiana "armadillo" e dal suffisso "-mon" (abbreviazione di "monster") che tutti i Digimon hanno alla fine del loro nome. "Armadillomon", quindi, significa "mostro simile ad un armadillo".
Armadillomon è di colore giallo e ha quattro zampe che terminano con tre artigli grigi. Ha due grosse orecchie, occhi verdi, naso nero, guscio arancione e ventre di color blu notte.
Misura circa 60 centimetri di lunghezza. Presenta inoltre una piccola coda con numerose placche allineate su di essa e dei segni rossi sulla fronte.
La personalità allegra e spensierata di Armadillomon risulta spesso in contrasto con la natura seria e riflessiva del suo partner umano Cody. Tuttavia, può diventare spietato se qualcuno o qualcosa lo fa infuriare.

## Apparizioni
Armadillomon è un personaggio principale di Adventure 02 ed appare anche nei due film dedicati alla serie: Digimon Hurricane Touchdown!!/Supreme Evolution!! The Golden Digimentals e Diaboromon Strikes Back!.
Armadillomon, così come Veemon e Hawkmon, è un Digimon proveniente dall'antichità e che era stato sigillato dal Digimon Supremo Azulongmon per essere risvegliato in tempi di crisi. Armadillomon viene liberato nel secondo episodio di Adventure 02, "L'apertura del Digivarco", quando Cody solleva il Digiuovo della Conoscenza.
Durante Adventure 02, Armadillomon guadagna l'abilità di assumere due diverse forme di livello armor - una da ogni Digiuovo posseduto dal suo partner umano Cody. Dopo la sconfitta dell'Imperatore Digimon, la forma naturale di livello campione di Armadillomon, Ankylomon, viene sbloccata, così come, poco dopo, l'abilità della DNAdigievoluzione con Angemon.

## Altre forme
Il nome "Armadillomon" si riferisce solo alla forma di livello intermedio di questo Digimon. Durante la serie, Armadillomon riesce a digievolvere in un certo numero di forme più potenti, ognuna con nome ed attacchi speciali diversi. Tuttavia, il livello intermedio è la sua forma di preferenza, nonché quella in cui passa la maggior parte del tempo, a causa della più alta quantità di energia richiesta per rimanere ad un livello più alto.
Armadillomon raggiunge anche una terza Armordigievoluzione, Pteramon, che avviene grazie al potere del Digiuovo dell'Amore di Yolei, ma appare solo in uno dei Drama-CD dedicati ad Adventure 02.

### Tsubumon
Tsubumon (ツブモン) è la forma al livello primario di Armadillomon. Il nome "Tsubumon" deriva dalla parola giapponese "tsubu", che significa "granello" o "goccia". Tsubumon è un Digimon giallo chiaro di forma sferica con un'appendice, molto simile ad un ciuffo di capelli, che si diparte dalla sua testa. Ha occhi neri, gote rosa ed un dente che sporge dal suo muso.
Tsubumon appare spesso quando Armadillomon dedigievolve da Shakkoumon prima di ricevere il potere del Digicuore Iridescente di Azulongmon.

### Upamon
Upamon (ウパモン) è la forma al livello primo stadio di Armadillomon. Il nome "Upamon" deriva dalla parola nahuatl "upa", che si riferisce ad un giovane axolotl (un tipo di salamandra). Il Digimon ha sempre forma sferica, ma è più grande di Tsubumon e presenta le grosse orecchie tipiche di Armadillomon. Ha occhi neri.
Armadillomon dedigievolve in questa forma quando torna nel mondo reale con Cody.

### Ankylomon
Ankylomon (アンキロモン) è la Digievoluzione al livello campione di Armadillomon. Il nome "Ankylomon" deriva da un dinosauro, l'Anchilosauro (Ankylosaurus). Ankylomon assomiglia molto ad Armadillomon per caratteristiche fisiche, che però sono molto più sviluppate. Il suo guscio è più duro e composto da placche, con una sviluppata osteoderma sulla sommità e sui lati del guscio stesso. Intorno alle sue zampe ci sono ora anelli chiodati e la coda stessa, anch'essa con superficie osteodermica, termina con una mazza chiodata. Infine, la sua testa è coperta ora da un elmetto, dal quale fuoriescono alcuni spuntoni.
Armadillomon digievolve Ankylomon la prima volta per proteggere Cody da un Thunderballmon, che i Digiprescelti incontrano durante i loro tentativi di ricostruzione di Digiworld dopo tutti i danni causati dall'Imperatore Digimon. Da allora, Ankylomon diventa la forma più usata da Armadillomon. Successivamente, durante la battaglia dei Digiprescelti contro BlackWarGreymon, Ankylomon riesce a DNAdigievolvere con Angemon e a formare Shakkoumon, che è il primo a riuscire ad infliggere dei danni reali a BlackWarGreymon, un Digimon di livello mega.

### Digmon
Digmon (ディグモン), "la Conoscenza Profonda" ("la Vibrazione della Potenza" in Digimon - Il film), è la forma che Armadillomon assume quando armordigievolve usando il Digiuovo della Conoscenza. Il nome "Digmon" deriva dalla parola inglese "dig", che significa "fossa" ed allude al fatto che Digmon sia un Digimon scavatore.
Digmon è un tributo a Tentomon e alle sue Digievoluzioni (Kabuterimon e MegaKabuterimon).
Armadillomon armordigievolve Digmon per la prima volta nel giorno della sua liberazione, nell'episodio "L'apertura del Digivarco", quando l'Imperatore Digimon rapisce Davis. La brama di Conoscenza e di capire i misteri della vita di Cody evoca il potere delle Digiuova, permettendo ad Armadillomon di armordigievolvere Digmon. Da quel momento, Armadillomon diviene un guerriero di valore durante il regno del terrore dell'Imperatore Digimon.
Dopo che Ken rinuncia al suo alter ego malvagio, Armadillomon guadagna l'abilità di raggiungere la sua forma naturale al livello campione, Ankylomon. Ankylomon prende quindi il ruolo di forma primaria di combattimento di Armadillomon e Digmon compare solo qualche altra volta.
Digmon fa la sua ultima apparizione nell'ultimo episodio di Adventure 02, "Digiworld, dolce Digiworld", quando la squadra viene trasportata in una dimensione dove, secondo Gennai, "i sogni divengono realtà". In questa dimensione Armadillomon riesce a digievolvere contemporaneamente in tutte le forme guadagnate fino a quel momento.

### Submarimon
Submarimon (サブマリモン), "la Completa Affidabilità", è la forma che Armadillomon assume quando armordigievolve usando il Digiuovo dell'Affidabilità. Il nome "Submarimon" deriva dalla parola inglese "submarine", che significa "sottomarino".
Submarimon è un tributo a Gomamon e alle sue Digievoluzioni (Ikkakumon e Zudomon).
Armadillomon armordigievolve Submarimon la prima volta quando il gruppo trova il Digiuovo dell'Affidabilità, che si rivela durante la loro prigionia all'interno di una piattaforma petrolifera di terra mentre sono sotto attacco da parte di un MegaSeadramon soggiogato dalla Spirale del Male. Cody è costretto a dire una bugia per permettere a Joe di uscire da scuola ed aiutare i suoi amici. Ciò provoca in lui una grossa crisi interiore, che però si risolve quando Joe gli fa notare che la sua è una bugia a fin di bene, che ha permesso di salvare nove vite. Cody prende il Digiuovo dell'Affidabilità, che gli altri ragazzi nel frattempo avevano trovato, usando il potere delle Digiuova e permettendo ad Armadillomon di armordigievolvere Submarimon.
Dopo che Ken rinuncia al suo alter ego malvagio, Armadillomon guadagna l'abilità di raggiungere la sua forma naturale al livello campione, Ankylomon. Ankylomon prende quindi il ruolo di forma primaria di combattimento di Armadillomon e Submarimon compare solo qualche altra volta.
Submarimon fa la sua ultima apparizione nell'ultimo episodio di Adventure 02, "Digiworld, dolce Digiworld", quando la squadra viene trasportata in una dimensione dove, secondo Gennai, "i sogni divengono realtà". In questa dimensione Armadillomon riesce a digievolvere contemporaneamente in tutte le forme guadagnate fino a quel momento.

### Shakkoumon
Shakkoumon (シャッコウモン) è un Digimon mutante di livello evoluto che è la DNAdigievoluzione di Ankylomon e Angemon, combinando le caratteristiche di un Digisauro con quelli di un Digimon angelo. La sua forma ed il suo nome sono basati sugli Shakōkidogū.
Shakkoumon si forma per la prima volta in "L'ultima Pietra Sacra", quando i Digiprescelti stanno per affrontare BlackWarGreymon in un disperato tentativo di proteggere l'ultima Pietra Sacra. Sia Cody che TK sanno bene che non possono permettere al Digimon artificiale di distruggere tutto, nonostante le sue ragioni. I loro Digimon partner, Ankylomon e Angemon, riescono quindi a DNAdigievolvere, formando Shakkoumon, che inizia a combattere contro BlackWarGreymon insieme a Paildramon e Silphymon.

## Accoglienza
Megan Peters di Comic Book Resources ha considerato Armadillomon come il sesto miglior Digimon partner. Secondo WatchMojo, Shakkoumon è il decimo miglior Digimon nato da una fusione. Coby Greif di CBR ha considerato Submarimon e Digmon rispettivamente come la decima e la sesta miglior armor digievoluzione.